# Härja
Härja är kyrkbyn i Härja socken i Tidaholms kommun i Västergötland.
Här ligger Härja kyrka.